# Catagramma peruvicola
Catagramma peruvicola är en fjärilsart som beskrevs av Felix Bryk 1953. Catagramma peruvicola ingår i släktet Catagramma och familjen praktfjärilar. Inga underarter finns listade i Catalogue of Life.